# گمینا کوستژن
گمینا کوستژن (به لهستانی:  Gmina Kostrzyn) یک گمینا در لهستان است که در شهرستان پوزنانگ واقع شده‌است. گمینا کوستژن ۱۵۴ کیلومتر مربع مساحت و ۱۵٬۴۵۶ نفر جمعیت دارد.